# Ibas de Edessa
Ibas (Ihiba ou  Hiba; latim: Donatus; m. 28 de outubro de 457) foi bispo de Edessa (c. 435-457). Ele é frequentemente associado com o crescimento do nestorianismo, embora seus atos registrados não suportam esta reputação.

## Biografia

### Início da vida
Apareceu pela primeira vez como um presbítero da igreja de Edessa durante o episcopado de Rábula, calorosamente defendendo os pontos de vista teológicos que seu bispo intransigentemente se opunha. Ele admirava os escritos de Teodoro de Mopsuéstia, que ele traduziu para o siríaco e diligentemente disseminou por todo o Oriente. A famosa escola de Edessa que, de acordo com algumas relatos era chefiada por Ibas, oferecia muitas oportunidades para propagar crenças de Teodoro. A crescente popularidade das doutrinas que pareceram claramente heréticas alarmou Rábula, e ele se esforçou para conseguir anatemizar as obras de Teodoro e queimá-las. No entanto, a igreja de Edessa foi em geral favorável ao ensino de Teodoro, e apoiou Ibas contra o bispo.
Ibas participou do Concílio de Éfeso em 431 como um presbítero, que foi consciente da conduta autocrática de Cirilo, e escreveu em 433 uma carta para Maris, bispo de Hardaschir na Pérsia, uma carta que mais tarde se tornou um dos três capítulos. Maris esteve em Edessa antes da controvérsia nestoriana, e Ibas escreveu para ele o que ocorreu desde sua visita. Embora evidentemente escrito sob grande exasperação, mostra Ibas como um homem de julgamento independente, e livro de partidarismo. Na carta, Nestório é severamente censurado por recusar o título Teótoco da Virgem Maria, e Ibas acusou Cirilo de apolinarianismo, e denunciou a heresia de seus 12 capítulos, acusando-o de manter a perfeita identidade da humanidade e divindade de Cristo, e negando a doutrina católica da união de duas naturezas em uma pessoa.
Quando Rábula morreu em 435-436, Ibas foi eleito seu sucessor. Todos aqueles que compartilhavam dos mesmos ideais teológicos de Rábula foram condenados por Ibas e, como consequência, os mesmos acusaram Ibas de propagar doutrinas heréticas. Tais acusações logo chegaram aos ouvidos de Teodósio II e ao arcebispo Proclo de Constantinopla que, percebendo a gravidade de tais acusações em 437, escreveu uma carta a João I de Antioquia pedindo que este persuadisse Ibas, se inocente, a remover o escândalos por condenação pública de certas proposições principalmente desenhados a partir de escritos de Teodoro contra os erros de Nestório. A mesma exigência foi feita pro Proclo a todos os bispos do Oriente, mas Ibas e os demais bispos recusaram-se a condenar tais proposições.
Neste período os opositores do bispo em Edessa continuaram atuando tentando depô-lo. Seus líderes eram quatro presbíteros, Samuel, Ciro, Eulógio e Maras que agiram  a pedido de um bispo sufragâneo de Ibas, Urânio de Himéria, um pronunciado eutiquiano. Enquanto Dono II, que em 442 sucedeu seu tio João I como patriarca de Antioquia, visitava Hierápolis Bambice para a entronização do novo bispo Stephen, os oponentes de Ibas escolheram o momento para agir. Ciro e Eulógio formalmente realizaram uma acusação contra Ibas, assinada por cerca de 17 clérigos de Edessa, e apoiada por 30. Ibas, começando uma jornada por Hierápolis Bambice, encontra-se com Dono que, ciente da acusação, pronunciou a excomunhão contra Ciro e Eulógio como caluniadores, e ameaçou o mesmo tratamento a todos os que participaram no processo.

### Convocação por Dono
Em 445 Ibas foi convocado por Dono para o sínodo realizado em Antioquia sobre a questão de Atanásio de Perrha, mas ele não compareceu desculpando-se por carta. Dono auxiliou Ibas, enquanto o mesmo não mostrou interesse nas acusações contra ele. Na quaresma de 448, os quatro principais acusadores apresentaram novas acusações no conselho do Oriente de uma maneira muito formal para não ser neglicenciada. Dono, como consequência, convocou Ibas para aparecer após a Páscoa para responder as acusações. O concílio foi realizado em Antioquia, e foi assistido por apenas alguns bispos: os atos existentes só possuíam nove assinaturas. Ibas em pessoa respondeu as acusações, que formavam um total de 18, sobretudo aquelas de caráter frívolo e destituídas de prova. As acusações mais graves foram que ele tinha anetematizado Cirilo e o acusado de heresia; que ele foi um nestoriano; e especialmente que na Páscoa de 445, na presença de seu clero, ele falou palavras de blasfêmia. Apenas dois dos acusados apareceram. Samuel e Ciro tinham ido à Constantinopla a despeito das condições em que a excomunhão foi levantada, para lançar a sua queixa perante o imperador e o patriarca, decidindo que uma audiência com Dono obviamente seria inclinada para Ibas. Dono e o conselho recusaram-se a prosseguir na ausência das principais testemunhas, e o caso parecia estar adiado indefinidamente.
Eulógio e Maras então apressaram-se para se juntar a seus companheiros em Constantinopla, onde encontraram um poderoso partido fortemente hostil aos bispos orientais, Teodoreto, em particular. Esta facção foi logo reforçada com a chegada de Urânio, e mais meia dúzia de clérigos de Edessene. O imperador e Flaviano, que sucedeu Proclo como arcebispo, ouviu a queixa deles, mas se recusou a ouvi-los pessoalmente. O caso foi remetido para o Oriente através de uma comissão imperial em 26 de agosto de 448, com Urânio de Himeria, Fócio de Tiro e Eustáquio de Beirute incumbidos de ouvi-los, e Damáscio, o tribuno e secretário de Estado, enviado como comissário imperial. O processo todo foi contrário aos cânones que os bispos deveriam ser submetidos ao julgamento de outros bispos, dois pertencentes a outra província, com a força de um decreto imperial. Ninguém, no entanto, protestou: o poder imperial foi considerado como absoluto. O tribunal também foi extremamente injusto. Um dos três juízes, Urânio, foi líder do movimento contra Ibas; os outros dois tinham sido escolhidos pela instrumentalidade de Urânio.

### Julgamento
Tiro foi nomeada como lugar do julgamento. As acusações levantadas contra Ibas eram tão inflamatórias que a audiência foi transferida para a residência episcopal de Eustáquio de Beirute para evitar distúrbios. Em resposta à acusação, Ibas colocou diante de seus juízes um memorial assinado por muitos de seus clérigos, negando que ele tinha jamais proferido as blasfêmias alegadas. Apenas três testemunhas apoiaram a acusação, e apresentaram uma cópia da célebre carta dirigida ao bispo Maris. Os comissários, evitando qualquer decisão judicial, trouxeram um arranjo amigável.
Os inimigos de Ibas concordaram em retirar as acusações na promessa que ele esqueceria o passado, considerando seus acusados como seus filhos e remetendo qualquer dificuldade nova para o estabelecimento de Dono; e que, para evitar suspeitas de malversação, as receitas da igreja de Edessa deveriam ser administradas, como as de Antioquia, por ecônomos (administradores episcopais). Ibas deu igual satisfação em assuntos teológicos. Envolveu-se publicamente na anatematização de Nestório e de todos seus seguidores, e declarou a identidade de sua doutrina com que acordou entre João e Cirilo, além de ter aceite os decretos do Éfeso igualmente com os de Niceia. A concordata foi assinada, com apenas a divergência de Urânio, em 25 de fevereiro de 449.
A trégua foi quebrada dentro de poucos meses. O partido eutiquiano foi ajudado por intrigas de Crisáfio, Dióscoro e os seus partidários para obter um edital convocando um concílio geral no Éfeso em 1 de agosto de 449. Embora o concílio se tratava de reabilitar a reputação de Eutiques, serviu como uma arma contra Ibas. Relatórios diligentemente espalhados em Edessa durante a sua ausência acerca da heterodoxia de Ibas fizeram sua recepção tão hostil que ele foi obrigado a sair da cidade e requerer um mestre dos soldados (magister militum) de uma guarda para protegê-lo. O governador de Osroena, o conde Quereia, tinha ordens secretas de Crisáfio e Eutiques para prendê-lo e reabrir o processo. Quando Quereia entrou em Edessa, em 12 de abril de 449 para iniciar o julgamento, ele foi recebido por uma multidão de abades e monges e seus partidários clamando pelos afastamento imediato e a condenação de Ibas e seus seguidores. Dois dias depois, o inquérito começou com a ausência de Ibas e uma multidão agitando a condenação. Todos sabiam que Quereia veio meramente para anunciar uma sentença de condenação.
Em 17 de abril a situação tornou-se tão violenta que o veredito do sínodo de Beirute foi revisto e uma nova investigação começou. Isso começou no dia seguinte, todas as acusações antigas foram reproduzidas pelos mesmos acusadores, em meio a gritos selvagens de "Ibas para a forca, para as minas, para o circo, para o exílio" afogando cada tentativa de explicação ou defesa. Quereia, como havia sido pré-determinado, elaborou um relatório para o governo imperial, declarando as acusações provadas, e em 27 de junho o imperador, confirmando o recebimento do documento, ordenou que um bispo iria a Edessa decidir junto aos fieis se deveria ocorrer a deposição de Ibas. Apenas um sínodo legalmente constituído poderia depô-lo, mas, entretanto, a malícia de seus inimigos poderia ser gratificada pelos maus-tratos feitos a ele: foi proibido de entrar em Edessa, deslocou-se de aposento mais de quarenta vezes, esteve em vinte prisões diferentes, foi arrastado de província em província.

### Concílio do Éfeso
O Concílio do Éfeso foi aberto em 3 de agosto. Um de seus objetivos era livrar-se finalmente de Ibas, que foi a trabalho da segunda sessão, realizada em 22 de agosto. Os três bispos que haviam conduzido a investigação em Tiro e Beirute foram convidados para um relato de seus processos; eles evitaram relatar a absolvição de Ibas, afirmando que a investigação que foi feita em Edessa posteriormente foi mais útil. Os monges de Edessa e as outras partes da acusação foram admitidas, e pediu-se pelo relatório deles, que condenou Ibas como esperado. O movimento de deposição foi realizado sem objeção, tendo Eustáquio de Beirute e Fócio de Tiro, que haviam absolvido-o pelas mesmas provas, votado com a maioria. Ibas não foi chamado a comparecer, sendo então preso em Antioquia.
Não é claro o que aconteceu com Ibas em sua deposição. No início de 451 os bispos que foram depostos e banidos como consequência do Concílio do Éfeso foram autorizados a regressar do exílio, mas a questão da sua restauração fora deixada para o Concílio de Calcedónia. Na nona sessão de 26 de outubro, o caso de Ibas veio antes do que o dos bispos reunidos. Em sua demanda de ser restaurado de acordo com o veredito de Fócio de Tiro e Eustáquio em Beirute, os Atos do sínodo foram lidos, e no dia seguinte o papa deu sua opinião de que Ibas foi ilegalmente deposto e que deveria ser restaurado. Após muita discussão isto foi realizado com unanimidade. O legado papal (representante do papa) declarou a carta dirigida a Maris como ortodoxa e ordenou sua restituição. Todos os prelados concordaram com este veredito, com a condição de que ele deveria anatematizar Nestório e Eutiques e aceitar o tomo de Leão. Ibas consentiu sem hesitar. "Ele havia anatematizado Nestório já em seus escritos, e faria isso novamente dez mil vezes, juntamente com Eutiques e todos os que ensinam a natureza única, e aceitaria tudo o que o concílio tem como verdade". Por isso ele foi absolvido por unanimidade, restaurado como bispo de Edessa nas sessões subsequentes. Nono, que havia sido escolhido na deposição de Ibas "tendo sido legalmente ordenado, foi autorizado a manter seu posto episcopal, e na morte de Ibas em 28 de outubro de 457, calmamente lhe sucedeu como metropolita".
A ficção que Ibas tinha rejeitado a carta destinada a Maris na Calcedônia, como Justiniano I afirmou que ele fez em Beirute, é refutada por Facundo. A controvérsia a respeito de sua carta para Maris surgiu no século seguinte, na notória disputa sobre os "Três Capítulos", quando a carta - classificada como heterodoxa (juntamente como as obras de Teodoro de Mopsuéstia e escritos de Teodoreto em favor de Nestório) no edital de Justiniano, foi formalmente condenado em 553 pelo quinto concílio geral, que pronunciou uma anátema, em ousado desafio do fato histórico, contra todos os que fingiam que este e os outros documentos impugnados tinham sido reconhecidos como ortodoxos pelo Concílio de Calcedônia. Ibas é anatematizado pela Igreja Ortodoxa Síria como nestoriano. De acordo com a Crônica de Edessa, Ibas ergueu a nova igreja dos Apóstolos de Edessa, a que um senador deu uma mesa de prata de c. de 340 kg, e Anatólio, mestre dos soldados do Oriente (magister militum per Orientem), um cofre de prata para receber as relíquias de Tomé, o apóstolo que foi dito, depois de pregar na Pártia, teria sido enterrado lá.